# 軸心國佔領希臘時期

3個佔領區，蓝色表示意大利的，紅色表示納粹德國的，綠色表示保加利亞的（意大利佔領區在1943年9月被德軍接管）

第二次世界大戰期間軸心國對希臘的佔領（希臘語：Η Κατοχή，I Katochi，意為“佔領”）在德意聯軍入侵希臘之後，於1941年4月開始。佔領一直持續到1944年10月德軍從希臘大陸撤軍為止。然而有個別地區，譬如克里特島和其他一些島嶼，德國駐軍一直控制到1945年5月到6月。
意大利王國最初於1940年10月入侵希臘。攻勢不但不能持續，希臘軍還將義大利軍打回了意大利控制下阿爾巴尼亞王國。加上南斯拉夫親英派上台加入盟軍，德國於是被迫把軍事重點從準備“巴巴羅薩行動”轉移到南歐的軍事干涉上來，消滅南斯拉夫順便來援助她的義大利盟友。由於希臘軍大部在阿爾巴尼亞前線阻擊義大利軍的進攻，一場德國閃擊戰於1941年4月打響。到了5月中旬希臘已被德軍佔領。德國就此開始統治希臘最重要的各地區，包括雅典以及塞薩洛尼基。希臘其他地區分給了德國的盟友義大利和保加利亞。其中有兩個傀儡政權由德國和意大利建立的希臘國及由意大利建立的班都斯親王國。
佔領者給希臘平民人口帶來了極為艱苦的生活。僅在雅典一處就有超過300,000平民死於饑餓；另外德國和他們的盟友及合作者針對平民的報複事件數以萬計，希臘經濟也一片蕭條。與此同時，希臘抵抗力量也宣告成立。這些抵抗組織針對佔領軍開展遊擊戰，與合作者的治安團展開戰鬥，並且組織了大規模的諜報網絡。但是自1943年末這些抵抗組織也開始自相攻伐。 到了1944年10月希臘解放的時候，希臘處在一個政治上極端左右分化的狀態，這種狀態很快導致了內戰的爆發。內戰不僅給了許多重要的合作者逃避處罰的機會，最終還讓他們變身成為戰後希臘的統治階層。

## 希臘陷落

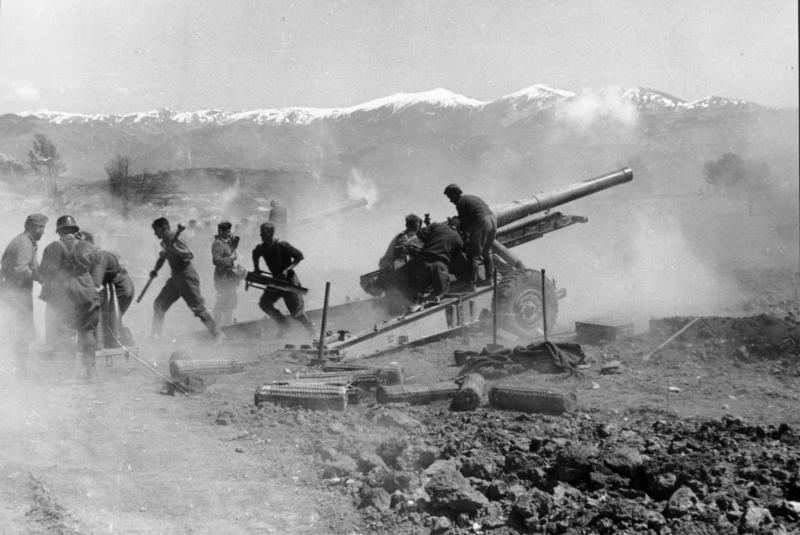
德國炮兵轟炸梅塔克萨斯防線。

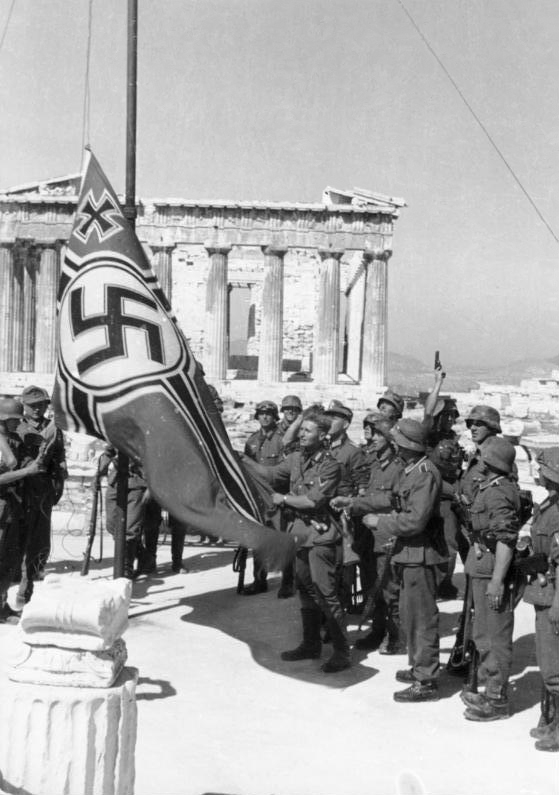
德國士兵在雅典衛城升起德國軍旗。此旗曾經被抵抗軍马诺利斯·格列索斯和:en:Apostolos Santas取下，是為希臘最早的抵抗行為之一。

1940年10月28日破曉，意大利大使Emmanuel Grazzi喚醒了希臘總理梅塔克萨斯，遞交義國的最後通牒。梅塔克萨斯拒絕接受此通牒，於是，不到三小時後，義大利軍從義大利佔領的阿爾巴尼亞進犯希臘領土。（希臘拒絕意大利最後通牒的週年自此成為希臘的參戰紀念日。）墨索里尼之所以要發動侵略，半為證明意大利可與德軍一樣取得驕人戰績，半因墨索里尼視南歐為義大利勢力範圍。
希臘軍隊證明了自己的實力，並且成功地利用了伊庇鲁斯山區的地形。希軍反攻，迫使義大利軍撤退。到十二月中旬，希臘軍已經佔領了將近四分之一個阿爾巴尼亞，直到意大利援軍與嚴冬妨礙了希臘軍隊攻勢。在1941年3月，一次大規模的義大利軍反攻受挫，義軍只是重新佔領Himare和Grabova附近的小片區域而已。希臘對意大利入侵的挫敗被看作是盟軍在二戰中第一次陸戰勝利，雖說因為德軍干涉最終勝利屬於軸心國。
4月上旬，希臘的二十個師中十五個用來抵擋意大利軍，只有六個師沿梅塔克萨斯防線佈防抵抗德軍（在希臘-南斯拉夫邊境與希臘-保加利亞邊境上）。丘吉爾也從埃及調來英聯邦國家軍隊援助希臘。
1941年4月6日，德國發動南斯拉夫戰役及希臘战役，開始從保加利亞與南斯拉夫方向進攻希臘。希臘與英聯邦國家軍隊雖有反抗但終究不敵。
4月20日，隨著希臘軍隊在北面的抵抗的終止，保加利亞軍隊便進駐希臘色雷斯，企圖重新得到自己在西色雷斯與東馬其頓通向愛琴海的出海口。保加利亞佔領了西起斯特鲁马河，東至斯維倫格勒-亚里山德鲁波利斯一線的希臘領土（該線以東马里查河以西區域仍由德軍佔領）。
希臘首都雅典陷落于4月27日，到了6月1日克里特島陷落後，希臘全境為軸心國佔領。

## 三國佔領
希臘分為義大利、德國、保加利亞三國佔領區。德國軍隊佔領了戰略上最重要的地區，如雅典、塞萨洛尼基、中馬其頓和幾個爱琴海诸岛島嶼，包括克里特島。東馬其頓和色雷斯由長期宣稱領有此地的保加利亞佔領並兼併。剩下的三分之二個希臘由意大利佔領，伊奧尼亞群島更是充作意大利領土直接統治。在1943年9月義大利投降之後，義大利佔領區由德軍接管，接管過程中德國軍隊不惜對意大利軍隊使用武力。英國試圖趁義大利投降重新進入愛琴海諸島但是失敗了，後果便是十二群島戰役。

### 德國佔領區

#### 經濟剝削和大饑荒

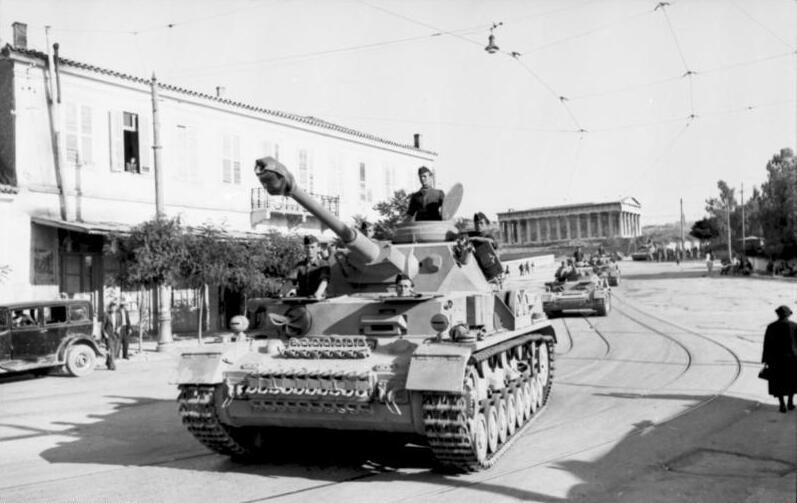
1943年雅典街頭的德軍四號坦克G型。背景可以看到赫淮斯托斯神庙。

佔領給希臘人帶來了很大的痛苦。 該國經濟剛剛經受了半年鏖戰的摧殘，又被納粹毫不留情地剝削。原材料和糧食被徵用，合作者政府還被迫負擔佔領軍軍費，造成通貨膨脹。雪上加霜的是希臘還被迫給德國“戰爭貸款”，德國從未償還這筆貸款，造成德拉克馬嚴重貶值。德軍的軍事徵用，盟軍對希臘的封鎖，希臘基礎設施全毀的狀態，以及一個實力強大、又有背景的黑市，造就了1941年與1942年冬天的大饑荒（希臘語: Μεγάλος Λιμός），以至於單單在大雅典就有三十萬人殞命。儘管有中立國如瑞典與土耳其援助糧食，絕大部分的糧食都落入了與軸心國佔領當局有聯繫的政府官員和黑市交易人手裡頭。這些人會從佔領當局手中“買下”這些援糧，然後轉手以大大抬高的價格把援糧賣給絕望的饑民。如此深重的苦難迫使希臘流亡政府給英國人施壓，讓他們局部解除封鎖，從1942年夏起，國際紅十字會能夠開始發放足量的補給品。

#### 納粹暴行

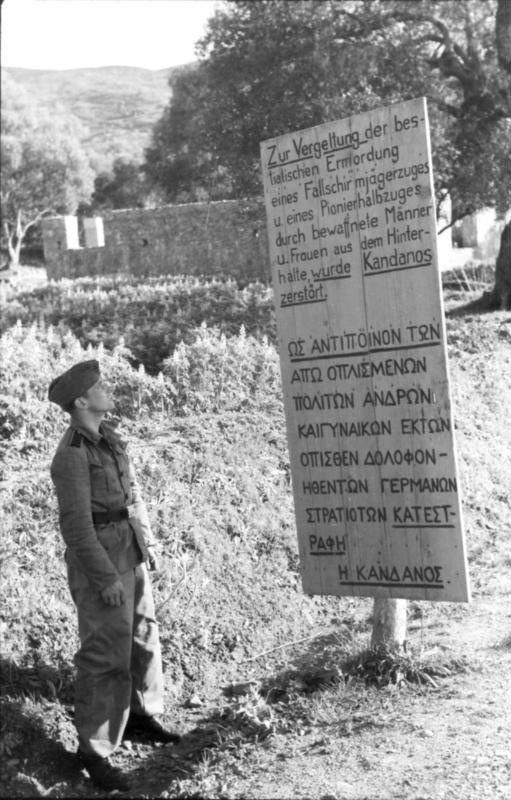
立於克里特島坎达诺斯村的德語希臘語雙語標識，該村被德軍完全摧毀，以報復一次遊擊隊襲擊。德語部分的意思是：“毀滅坎達諾斯村來報復一群持械男女對一個排的傘兵與半個排的工程兵的野蠻埋伏謀殺。”

佔領晚期越來越多的遊擊隊襲擊導致許多針對平民的報複性處決和集體屠殺。德國總共處決21000名希臘人，保加利亞40000名，義大利9000名。
德國佔領區最聲名狼藉的例子如次：孔多馬里村屠殺、毀滅坎達諾斯村、1943年8月16日，在Kommeno村，317名居民被國防軍第一山地師處決，村子被焚毀；1943年9月14至16日的维安诺斯大屠杀，克里特島维安诺斯地區和耶拉彼得拉幾個村子的超過500名平民被國防軍第二十二空降步兵師處決；1943年12月13日Kalavryta大屠殺，國防軍第一百一十七獵兵師滅絕了全鎮所有男性鎮民並將該鎮徹底摧毀；1944年6月10日的Distimo大屠殺，第4警察裝甲擲彈兵師劫掠並燒毀了Distomo和Boeotia兩個村，導致全村218平民喪生；1944年8月22日克里特島的Kedros村大屠殺，164平民被處決，九個村子被劫掠並被硝化甘油炸毀。與此同時，在反遊擊戰爭進行的過程中，數以百計的村落被系統化地焚毀，導致將近一百萬希臘人無家可歸。
其他兩起值得注意的暴行是德軍在1943年9月接管意大利佔領區時對凯法利尼亚岛和科斯岛上對意大利駐軍的屠殺。1943年9月13號，凯法利尼亚岛上12,000多人的義大利阿古伊師被德軍第一山地師奇襲。抵不住陸上與空中斯圖卡雙重攻擊,該師在傷亡1300人之後，被迫於9月21日投降。翌日，德軍便開始屠殺戰俘，導致超過4500名意大利軍人死亡。約4000名倖存者被裝船運到希臘本土，其中3000名義大利俘虜因為船觸水雷而葬身爱奥尼亚海。凯法利尼亚岛大屠殺是小說/電影Captain Corelli's Mandolin的背景。

### 意大利佔領區
意大利佔領了希臘大陸大部以及大部分島嶼。雖然有好幾次意大利的政治家提出方案要兼併這些領土，整個戰爭時期這些方案都沒有執行。這是因為義大利國王维托里奥·埃马努埃莱三世和德國人持反對意見。他們考慮到希臘人已經因為保加利亞兼併希臘領土而激怒，不想過份激怒希臘人。
不過義大利垂涎已久的愛奧尼亞和基克拉泽斯群島，行政當局被從希臘的替換成意大利的，為戰後兼併做準備。在希臘-阿爾巴尼亞邊境的伊庇鲁斯有許多阿爾巴尼亞族，阿爾巴尼亞民族统一主义者主張此地併入阿國為查梅里亚。戰前，很大一部分的意大利反希宣傳是針對這個查梅里亚問題的，意大利希望就查梅里亚和科索沃問題取得民族统一主义的阿爾巴尼亞人支持。雖說義大利人希望把查梅里亚併入阿爾巴尼亞，德國否決了這一方案。阿爾巴尼亞指派了一個叫Xhemil Dino的最高專員，但是他的權力有限，而且在整個佔領期間，該區一直在雅典軍事當局的直接控制下。

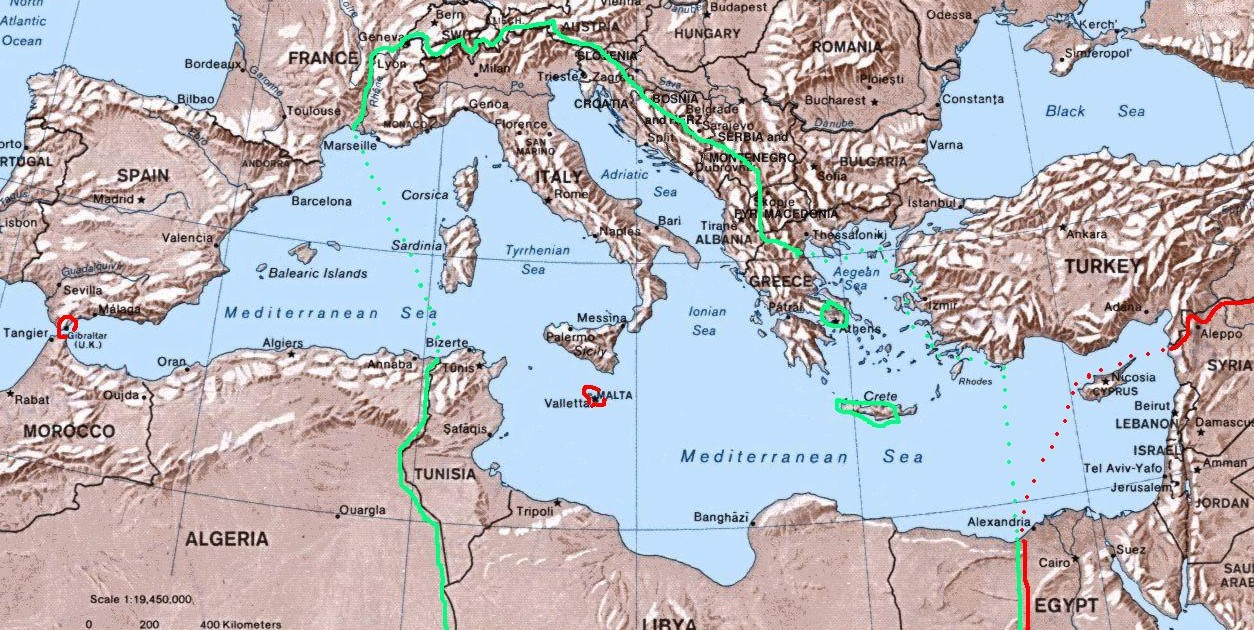
1942年意大利對地中海地區控制的最大區域(綠色界限之內)

意大利在希臘領土內扶植少數民族國家的另外一個例子阿羅蒙人的班都斯親王國，計畫該國涵蓋整個西馬其頓、北色薩利和伊庇魯斯地區小國。由Alchiviad Diamandi， Nicolau Matoussi和Gyula Cseszneky伯爵三人領導。然而阿羅蒙族人大部拒絕合作，親王國於是只限於幾個Diamandi的追隨者：所謂的“羅馬軍團”。 到了1943年，隨著抵抗武裝日益壯大以及親王國的意大利支持者於9月投降，親王國的計畫至此擱置。
與德國保加利亞佔領區相比，義大利的佔領當局比較柔和。與德國人不同，意大利軍方（個別地方軍官除外）從未採取大規模報復政策，並且還對猶太人實行保護。義大利軍隊控制大片鄉村，他們在1942到1943年第一個面對大規模抵抗運動，但卻束手無策。到1943年中，抵抗武裝成功地從一些山區和小鎮中驅逐了意大利駐軍並創造解放區域（“自由希臘”）。在1943年9月義大利求和後，意大利佔領區被德軍接管。結果，德國反遊擊戰與反猶太人的政策在此處實施。

### 保加利亞佔領區
1941年4月20日，保加利亞入侵希臘， 並且最終得以佔領整個希臘東北部的（馬其頓和西色雷斯，除了臨近土耳其的埃夫羅斯州被德國佔領之外）。與德意不同，保加利亞於1941年5月14日正式兼併了被佔領區，以實現其大保加利亚民族統一主義理想。
希臘人一向鄙夷保加利亚人，視其為野蠻人。結果佔領立即導致了反感情緒，特別是保加利亞並不是依靠軍事手段佔領這個地區的。
在整個保加利亞佔領區，保加利亞的政策是滅絕與驅逐希臘人，強制性地盡可能保加利亞化希臘人，將其餘趕走或殺害。從一開始當局就發起一場遣返所有希臘官員（市長、法官、律師、憲兵）的大規模運動。所有希臘學校都被關閉，教師被驅逐，希臘神職人員被換成保加利亞的，希臘語言文字被抑制，地名被從希臘語換成保加利亞語。 甚至刻有希臘語名字的墓碑都被損毀。
數量可觀的希臘人被驅逐，其他人則被沒執照不能行業的執照制度剝奪工作權利。當局實行強制勞動制度並沒收希臘人財產，給與保加利亞移民至1941年末,超過100,000希臘人被從佔領區驅逐。政府鼓勵用貸款與激勵機制保加利亞人移民到馬其頓，包括從當地人那裡沒收的土地和房產。
保加利亞宣傳企圖贏得當地說斯拉夫話的人的忠誠，有些人也的確把保加利亞人看作解放者。德國佔領的西馬其頓省這種政策並不成功。因為保加利亞人自己也能感受到損失。德軍最高統帥部批准保加利亞人在塞薩洛尼基設立一個保加利亞軍事會社。保加利亞組織給說斯拉夫語的馬其頓人提供食物給養，以贏得德意佔領區內斯拉夫裔人民的支持。保加利亞軍事會社也開始試圖贏得德意佔領區內斯拉夫裔人民的支持。1942年，保加利亞軍事會社向德軍最高統帥部求援，並派遣保加利亞軍官，開始把德意區內斯拉夫人編成民兵。

#### 兹拉马起義
在此種情況下，一場起義於1941年9月28日爆發。起義從兹拉马城開始，並很快擴散至整個馬其頓。在兹拉马、Daxato、Choristi、以及許多其他城鎮和村落當地人都與佔領軍發生衝突。9月29日，保加利亞軍隊開動至兹拉马及其他地區鎮壓起義。他們逮捕了18到45歲之間的所有男性，單在兹拉马就有300人被殺害。接下來的幾周內估計有15000希臘人被保加利亞佔領軍殺害，臨近鄉村的一些鄉村整村都被機槍掃射，劫掠一空。
大屠殺導致大量希臘人從保加利亞佔領區逃亡到德國佔領區。保加利亞軍的報複性措施在起義後仍然持續，加劇了難民潮。一個村莊會因為窩藏“遊擊隊員”而被摧毀，所謂“遊擊隊員”其實只是前一個被毀掉的村子逃出來的村民。恐怖和饑荒變得如此嚴重，傀儡政府考慮把所有保加利亞區人口全部疏散到德占區。1941年冬天遍佈的饑荒導致數十萬人死亡，這個計畫被迫終止，保加利亞佔領區人口於是在恐怖統治下又生活了三年。1943年5月，保加利亞也開始把猶太人遣送到德國的集中營裏去了。同年，保加利亞陸軍把佔領區擴展到德國控制的中馬其頓，雖說保加利亞沒有正式兼併這一地區。

## 民政系統

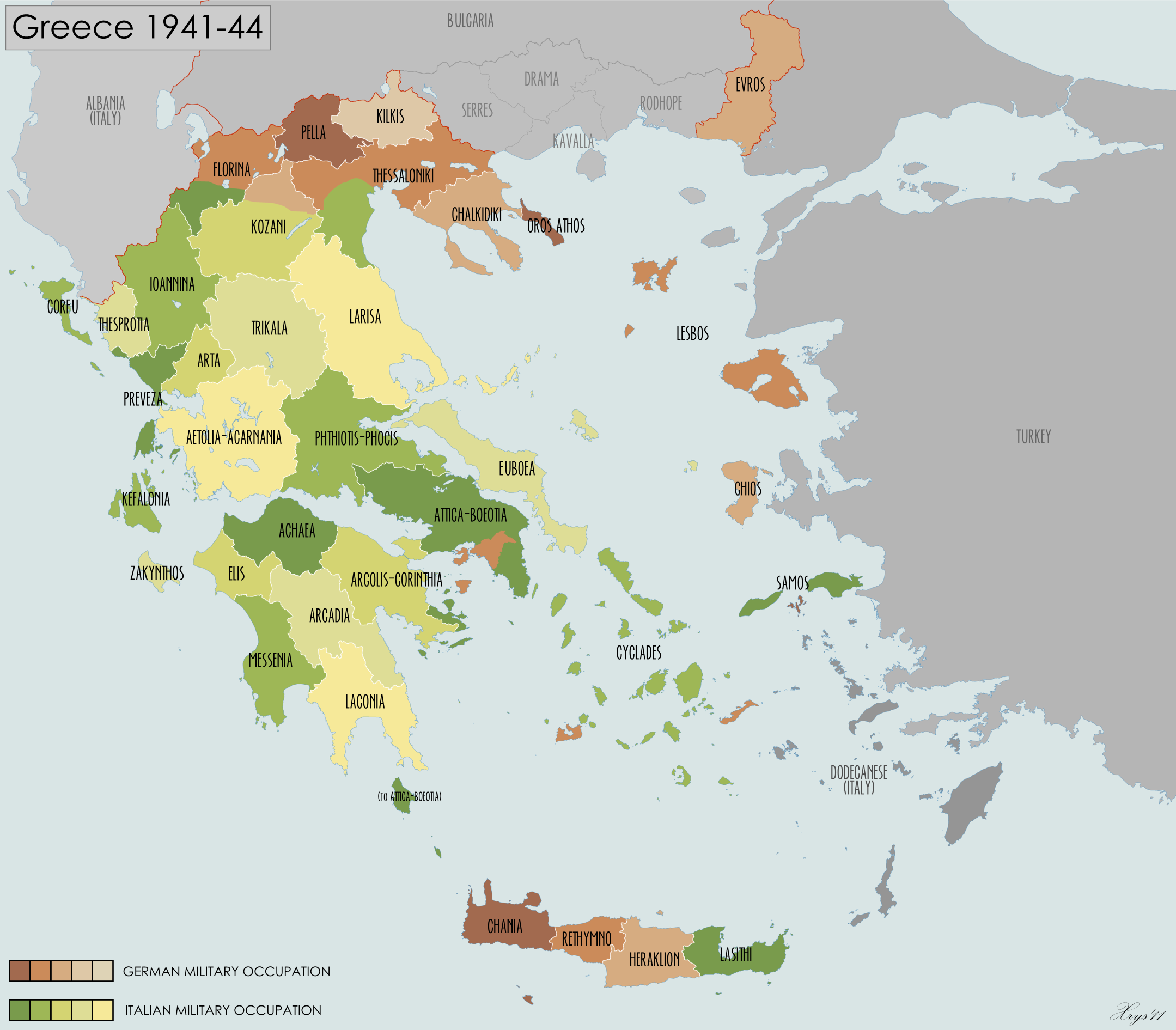
1941至1944年希臘各州

佔領前為了民政管理事務，希臘分國土為37個州。佔領開始後，一些州如茲拉馬州、卡瓦拉州、羅多彼州和塞雷州被併入保加利亞，不再在希臘政府控制之下。其餘33個州一一設立德意軍隊軍政管理體系。義占基克拉泽斯以及愛奧尼亞群島被從希臘大陸分割，置於有效的義大利統治之下，雖然某些與雅典政府之間的行政關聯一直保留。1943年，阿提卡州與維奧蒂亞州分成兩個不同的行政單位。
1941至1943年諸州
- 阿哈伊亞州
- 埃托利亞和阿卡納尼亞州
- 阿卡迪亞州
- 阿爾戈利斯州
- 阿爾塔州
- 阿提卡與維奧蒂亞州（後二分）
- 哈爾基季基州
- 哈尼亚州
- 希俄斯 (城镇)州
- 克基拉州
- 基克拉泽斯
- 伊利亞州
- 埃夫罗斯州
- 弗洛里納州
- 伊拉克利翁州
- 約阿尼納州
- 凱法利尼亞-伊薩基州
- 基爾基斯州
- 科扎尼州
- 拉科尼亚
- 拉里薩州
- 拉西錫州
- 萊斯沃斯州
- 麥西尼亞州
- 派拉州
- 弗西奧蒂斯和福基斯州（後二分）
- 普雷韋扎州
- 雷西姆農州
- 薩摩斯州
- 塞斯普羅蒂亞州
- 塞薩洛尼基州
- 特里卡拉州
- 扎金索斯州

併入保加利亞的諸州
- 茲拉馬州
- 卡瓦拉州
- 羅多彼州
- 塞雷州

## 與佔領軍合作

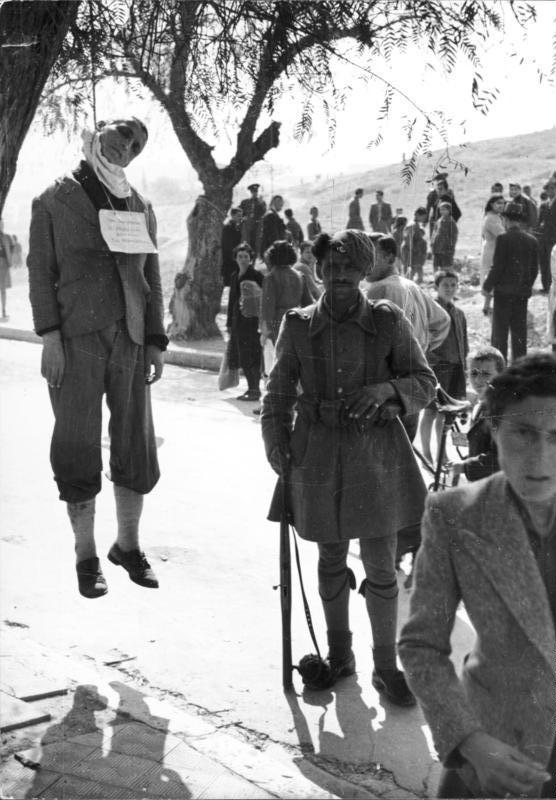
治安團處決疑似抵抗組織成員

與德軍在停戰協定上簽字的Georgios Tsolakoglou將軍在雅典被任命為納粹傀儡合作者政權的領袖。他的總理位置被兩個重要的希臘合作者繼承:先是康斯坦丁.卡拉曼利斯，然後是揚.拉利斯負責建立希臘的合作者部隊保安團。正如其他歐洲被佔領國家，有希臘人心甘情願地與佔領軍合作。有些人是被國家社會主義意識形態所吸引，有些是極端的反共分子，還有些只是單純的機會主義為了個人前途。德國人也想要支持者，於是他們建立法西斯組織如EEE(Ethniki Enosis Ellados希臘國民聯盟)，EKK(Ethnikon Kyriarchon Kratos民族主權保衛者)，由George S. Mercouris領導的EEK(Elliniko Ethnikososialistiko Komma希臘國社黨,EEK)和其他小親納粹、法西斯、或者反猶太團體如ESPO(希臘社會主義愛國者組織)以及Sidira Eirini("鐵和平")。
希臘人當中，許多塞斯普羅蒂亞州的阿爾巴尼亞少數民族積極與軸心國佔領軍合作。因為這些行為，他們戰後逃離希臘。在馬其頓斯拉夫少數民族組建了各種准軍事部隊如Ohrana，並與保加利亞軍隊緊密合作，試圖對區內希臘人展開種族清洗。

## 抵抗運動

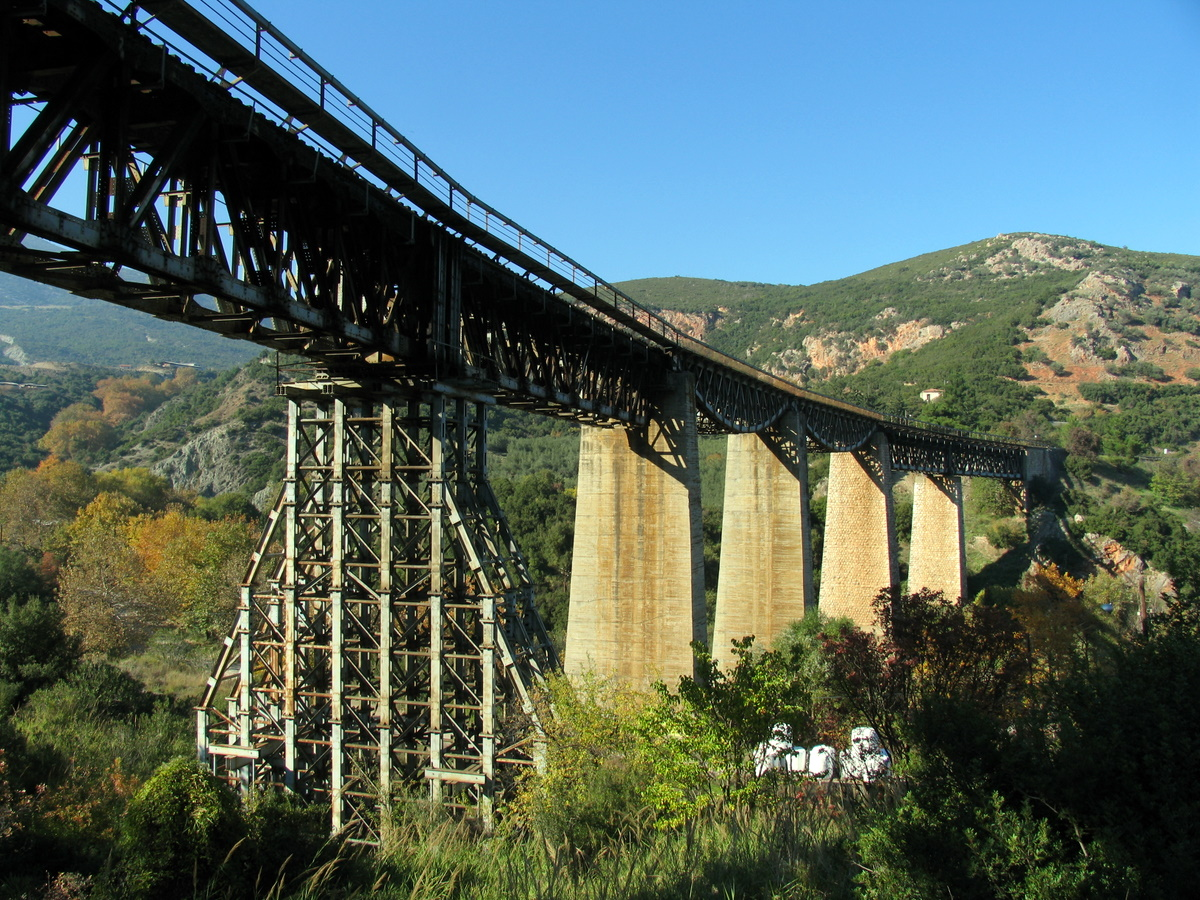
一座鐵路橋被炸毀。

然而，只有少數希臘人選擇與納粹合作，多數不是被動接受佔領就是主動反抗。由於許多希臘人逃到了山上，主動的希臘抵抗運動在佔領後就立刻開始了，造就了遊擊隊運動。早期抵抗運動最動人的場景就發生於4月27日德軍抵達雅典衛城之後，德軍命令護旗隊員孔斯坦蒂諾斯·庫基季斯降下希臘國旗。Koukidis照做了，但是他降下國旗之後便將自己裹在國旗中，縱身跳下衛城高臺而死。數日後，德意志帝國戰旗在雅典衛城上空高高飄揚，兩個希臘愛國青年马诺利斯·格列索斯和Apostolos Santas趁著夜晚爬上衛城把旗子拉了下來。這支希臘抵抗運動最早的行動也是歐洲最早的抵抗行為，預示著不僅激勵了希臘人的抵抗意志，也激勵了在德國佔領下歐洲各國人民的鬥志。
武裝抵抗運動最早的徵兆開始於希臘北部，那裡反感保加利亞佔領的情緒很強烈。早在1941年秋，德軍就很快有了反應，焚毀若干村落，殺害448名村民。德國報復行為的殘暴真的摧毀了早期的遊擊隊運動，直規模更大的運動於1942年再起。遊擊隊行動的最大來源是共產黨組織支持的遊擊隊“國家解放陣線”（EAM）, 以及它的軍事部門“希臘人民解放軍”（ELAS）。這些部隊針對德軍展開了破壞活動與遊擊隊攻擊活動並取得顯著成果。其他抵抗組織包括：前軍官兼共和派Napoleon Zervas上校領導右翼遊擊隊組織國家共和希臘聯盟（EDES）；由保皇黨Dimitrios Psarro上校領導的國家社會解放組織（EKKA）。 這些部隊由是希臘陸軍殘軍希臘社會中的保守派人士組成。從1943年開始，不止一次EDES（共和派）和ELAS（共產黨）互相攻擊，是為希臘內戰之前奏。1944年德軍撤退後，EAM（共產黨）宣稱EDES（共和派）是德國佔領軍和希臘傀儡政府支持的。形式導致了EAM（共產黨）、EDES（共和派）與德國軍隊之間的三角戰爭。與此同時，ELAS（共黨）襲擊並摧毀了保皇黨Psarro的軍事陣營"四二年五月護旗團"並殺害了Psarro。
當義大利於1943年秋向盟軍投降，德軍積極抓捕與槍決意大利軍人，包括在阿古伊師大屠殺中殺掉的5000多人。德軍同時開始向EDES（共和派）大舉進攻。隨後有證據顯示共和派EDES的Zervas上校與德軍保持協議不互相攻擊。此項協議使德軍在一些地帶不受破壞活動干擾，在另外一些地區共和派EDES可以抽出精力對付共產黨ELAS。1944年，當德軍開始撤出希臘，英國特工在雅典市Plaka區安排了一個停火協議，休戰協議於是結束。共和派EDES指責共產黨ELAS在東馬其頓與保加利亞人合作(北伊庇魯斯解放陣線MAVI)以及對非共產黨的殘暴行為與屠殺。
至此希臘已經快要步入國家歷史的下一個階段，即希臘內戰。

## 解放及其後果
1944年末德軍開始從希臘大陸撤離。撤軍原因是蘇聯軍隊從烏克蘭開進東南歐，威脅將德軍與德國切斷。希臘是少數皆因為二戰得到領土的國家，因為十二群島在1947年從由意大利管轄變成由希臘管轄。

## 希臘的猶太人大屠殺

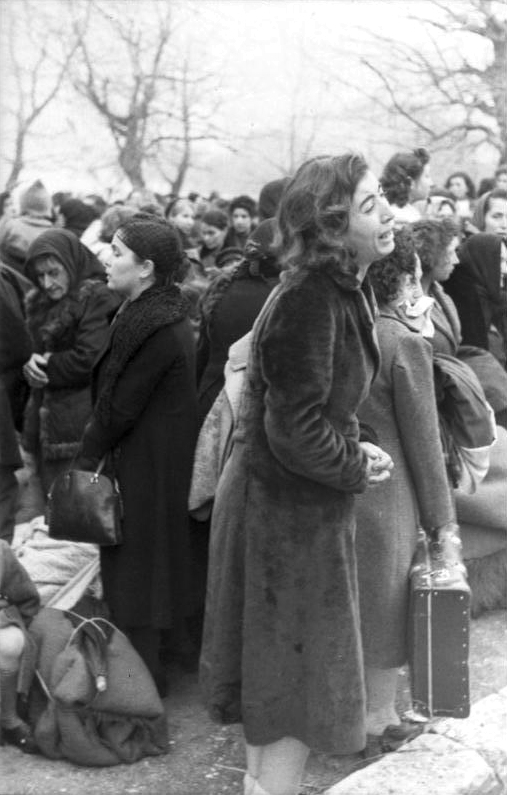
1944年3月25日，约阿尼纳的猶太人即將被遣送，一個年輕婦人在哭泣。 幾乎所有被遣送人員都在1944年4月11日列車抵達奧斯維辛集中營之後幾日便被謀殺。

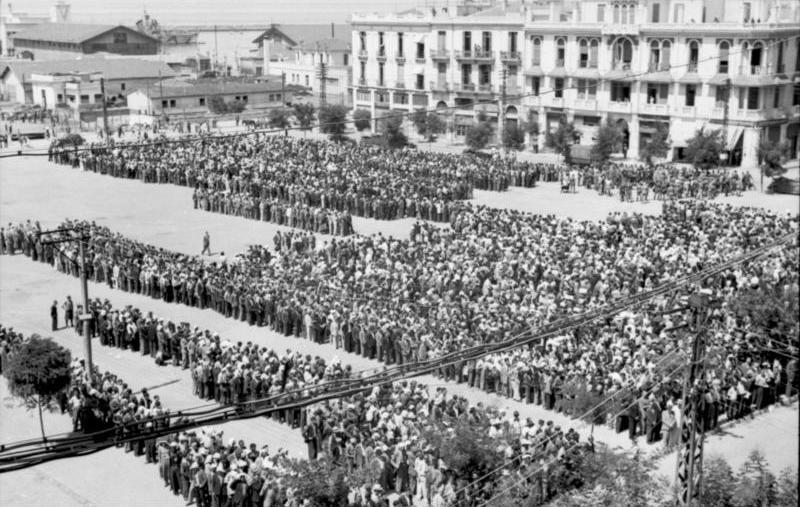
塞萨洛尼基市自由廣場的一個登記中心，納粹登記男性猶太人，1942年6月

二戰之前，在希臘主要有兩股猶太人：一是散居全國的羅馬尼奧人社群自古便在希臘居住、二是住在塞薩洛尼基大約5萬多人的塞法迪犹太人社群，為逃避西班牙宗教裁判所於中世紀逃到希臘。塞法迪犹太人五個世紀以來都在塞薩洛尼基城市生活中扮演了重要角色，但當該城在第一次巴爾幹戰爭後併入希臘時，該社群和主流社會並不能很成功的融合。
劃分佔領區時，塞薩洛尼基劃歸德國控制。色雷斯劃歸保加利亞控制。儘管德保兩國一開始保證不迫害猶太人，納粹和保加利亞政府還是逐漸實施了一系列反猶措施。猶太人報紙被關閉，當地的反猶份子被鼓動在城市裏四處張貼反猶告示，德國與保加利亞佔領區裏的猶太人強制佩戴大衛之星，如此就可以輕易將他們從其他希臘人中辨識出來，孤立他們。 猶太人家庭被從自家宅地中被驅逐出來逮捕納粹控制的媒體也鼓勵公眾仇視他們。到1942年，德國人開始搗毀塞薩洛尼基的老猶太公墓以將老墓碑石用來修建人行道與牆壁，此公募原址現在是塞萨洛尼基亚里士多德大学校區。
即使被遣送的危險迫在眉睫，大多數猶太人不願離開家園，雖然有幾百人可以逃離城市。1943年3月，德國人與保加利亞人開始大規模遣送猶太人，將塞薩洛尼基與色雷斯的猶太人裝在鐵皮車廂裡頭送到遙遠的奧斯維辛和Treblinka死亡營。截止1943年夏，德國和保加利亞佔領區的猶太人業已消失，只有意大利佔領區的猶太人還在，因為猶太人在意大利所有在歐洲的佔領區安然無事，所以包括希臘在內有大量猶太人為躲避德軍而逃入意佔區。塞薩洛尼基的猶太人產業被分配給由一個特殊委員會“猶太財產分配機構”（YDIP）指定的希臘“託管者”。經常是委員會成員的親戚朋友或者對德合作者得到猶太人的房產和生意，而不是急需接濟的難民。
在1943年9月義大利崩潰後，德國把注意力轉向了住在雅典和前意大利佔領區的猶太人。他們的宣傳沒有在自己管區那麼有效，因為古老的羅馬尼奧猶太人社群與希臘東正教社群之間的融合很徹底，不會被輕易從基督徒中孤立出來，這裡的基督徒更願意抵制德國當局的要求。雅典大主教Damaskinos命令手下司祭指示會眾幫助猶太人，並且修書一封指責德國與合作者當局，措辭強烈。許多東正教基督徒甘冒牢獄之災甚至生命危險將猶太人窩藏在自家中。甚至有希臘警察忽略將猶太人轉交給德國的命令。当猶太社群向Rallis總理請願時，他告訴他們塞薩洛尼基的猶太人是犯了顛覆罪才被遣送的，試圖緩解他們的恐懼。與此同時雅典城大拉比Elias Barzilai被召到到猶太事務局，令他上交一份印有猶太人名字和地址的清單。他立即銷毀了社群記錄，并指示雅典的猶太人逃命，於是拯救了數以千計的雅典猶太人。幾日後，拉比自己也被共產黨EAM-ELAS部隊救出雅典。共產黨EAM-ELAS救助了數以千計的猶太人逃出來並存活了下來，許多留下來當抵抗戰武裝的兵或者譯員。
總共有至少81%的（約6萬）戰前猶太人口遇害，從塞薩洛尼基的91%到雅典的50%，到沃洛斯這樣的偏遠省份的36%。在保加利亞佔領區，死亡率超過90%。值得注意的案例是愛奧尼亞群島的扎金索斯島，全部275個猶太人被藏到該島內部而生存了下來。

## 對戰後文化的影響
軸心國佔領希臘，特別是島嶼部分，在英語書籍和電影中能見度很高。真實的特種部隊襲擊如Ill Met by Moonlight以及虛構的特種部隊襲擊如《六壯士》、Escape to Athena和They Who Dare (1954)虛構的佔領故事如《Captain Corelli's Mandolin》（《戰地情人》）都是重要的例子。
佔領的歷史傷疤直到今天仍在隱隱作痛。歐洲主權債務危機中許多希臘人之所以不接受希臘政府“緊縮開支，換取歐盟援助”的方案，就是因為對德國主導的歐盟深深的戒心。他們把接受這一方案看作是德國對希臘的“第二次佔領”，更在2015年為此向德國索討2695億歐元。。

## 佔領期間的知名人物
| 希腊合作者： - en:Georgios Tsolakoglou中將，1941至1942年間任總理 - en:Konstantinos Logothetopoulos，1942至1943年間任總理 - en:Ioannis Rallis，1943至1944年間任總理 - en:Sotirios Gotzamanis，1941至1943年間任財政部長 - en:Georgios Bakos少將，1941至1943年間任陸軍總長 - en:Ioannis Plytzanopoulos上校，保安團頭目 - en:Georgios Poulos上校,黨衛軍合作者 希臘抵抗運動 領袖： - en:Aris Velouchiotis，（共黨）希臘人民解放軍ELAS重要領導人 - en:Napoleon Zervas，（共和派）國家共和希臘聯盟EDES軍事領袖 - en:Dimitrios Psarros，（保皇黨）國家社會解放組織EKKA軍事領袖 - en:Stefanos Sarafis將軍，（共黨）希臘人民解放軍ELAS軍事指揮官 - en:Georgios Siantos，（共黨）國家解放陣線EAM政治領袖 - en:Markos Vafiades，（共黨）希臘人民解放軍ELAS在馬其頓的高級軍官 - en:Evripidis Bakirtzis，PEEA政治首領 - en:Komninos Pyromaglou，（共和派）國家共和希臘聯盟EDES政治首領 - en:Georgios Kartalis，（保皇黨）國家社會解放組織EKKA政治首領 其他希臘人物 - en:Angelos Evert，雅典警察司令 - Damaskinos，雅典大主教 - 马诺利斯·格列索斯和en:Apostolos Santas，扯下德軍軍旗的青年 - en:Elias Degiannis，雅典拉比 - en:George Psychoundakis，克里特島遊擊隊員 | 納粹德國官員： - en:Günther Altenburg大使，德國全權大使 - en:Hermann Neubacher，1942至1944帝國特使, - en:Jürgen Stroop，黨衛軍與警察指揮，1943年8月到10月 - en:Walter Schimana，黨衛軍與警察指揮，1943年10月到1944年10月 - 亞歷山大·勒爾將軍，E集團軍群司令官, 南-西總司令 - en:Hubert Lanz將軍，第二十二山地軍司令員 - en:Hellmuth Felmy將軍，南希臘軍事指揮官 - Walter Stettner將軍，第一山地師司令官 - en:Karl von Le Suire將軍，第一百一十七獵兵師司令官 - en:Hartwig von Ludwiger將軍，第一百一零四獵兵師司令官 - en:Friedrich-Wilhelm Müller將軍，“克里特堡壘”司令官 - en:Heinrich Kreipe將軍，第二十二空降步兵師司令官 - en:Max Merten博士，塞薩洛尼基軍事管理當局指揮官 - en:Dieter Wisliceny，該為遣送塞薩洛尼基的猶太人負責 - en:Friedrich Schubert，在克里特和馬其頓德軍准軍事組織Sonderführer | 義大利官員： - Pellegrino Ghigi大使,1941年至1943年義大利特命全權大使 - en:Carlo Geloso將軍，意大利第十一集團軍司令官 和希臘大陸最高指揮官（Supergrecia） - en:Inigo Campioni海軍上將，十二群島總督 愛琴海最高指揮官（Superegeo） 分列運動領袖： - en:Andon Kalchev，en:Ohrana地區的親保加利亞領袖 - Alchiviad Diamandi，自封的“班都斯親王” - en:Nicola Matushi，Diamandi親信 英國間諜： - Eddie Myers準將，SOE特別行動指揮 - Christopher Woodhouse上校，SOE特別行動指揮 - en:Patrick Leigh Fermor，SOE特別行動指揮 - Bill Stanley Moss，SOE特別行動指揮 |

## 腳注
1. 1 2  Mazower (2001), p. 155
2. ↑  Giannis Katris, The Birth of Neofascism in Greece, 1971
3. ↑  Andreas Papandreou, Democracy at Gunpoint (Η Δημοκρατία στο απόσπασμα)
4. ↑  K.Svolopoulos, Greek Foreign Policy 1945-1981
5. ↑  .   [2012-03-15]. （原始内容存档于2015-09-23）.
6. ↑  .   [2012-03-15]. （原始内容存档于2013-01-11）.
7. ↑  Inc, Time. . Time Inc. 1942-08-03: 28  [2022-10-09]. （原始内容存档于2022-10-09） （英语）.
8. ↑  Mark Mazower. . Yale University Press, ISBN 0300089326. 1995.
9. ↑  Mazower (1995), pp. 44-48
10. ↑  Knopp (2009), p. 193
11. ↑  .   [2012-03-15]. （原始内容存档于2012-09-08）.
12. ↑  .   [2012-03-15]. （原始内容存档于2021-03-22）.
13. ↑  .   [2012-03-15]. （原始内容存档于2005-11-03）.
14. ↑  Fischer (1999), pp. 70-75
15. ↑  Fischer (1999), p. 85
16. ↑  Poulton, Hugh, Who are the Macedonians? Indiana University Press. (2000) p. 111
17. ↑  Mazower (2000), p. 46
18. ↑  K. Svolopoulos Greek Foreign Policy 1945-1981
19. 1 2  Mazower (2000), p. 276
20. ↑  Demetres Tziovas, Greece and the Balkans: identities, perceptions and cultural encounters since the Enlightenment, page 37
21. ↑  Ion Dragoumis, Heroes' and Martyrs' Blood
22. ↑  RJ Crampton, Bulgaria, page 51 "gravely offended by textbooks which referred to Bulgarians as a barbaric tribe"
23. ↑  Miller (1975), p. 130
24. 1 2 3  Miller (1975), p. 127
25. ↑  Miller (1975), pp. 126-7
26. ↑  Mazower (1995), p. 20
27. ↑  Charles R. Shrader, The Withered Vine: Logistics and the Communist Insurgency in Greece, 1945-1949, 1999, Greenwood Publishing Group, p.19, ISBN 0275965449
28. ↑  Loring M. Danforth. The Macedonian Conflict: Ethnic Nationalism in a Transnational World. Princeton, N.J.: Princeton University Press, 1995. ISBN 978-0-691-04357-9.p. 73.
29. ↑  Woodhouse, Christopher Montague. . Hurst. 2002  [2022-10-09]. ISBN 978-1-85065-492-6. （原始内容存档于2022-10-15） （英语）.
30. ↑  Miller (1975), p. 128
31. ↑  .   [2012-03-15]. （原始内容存档于2010-12-10）.
32. ↑  Russell King, Nicola Mai, Stephanie Schwandner-Sievers, The New Albanian Migration, p.67, and 87
33. ↑  M. Mazower (ed.), After The War Was Over: Reconstructing the Family, Nation and State in Greece, 1943-1960, p. 25
34. ↑  Knopp (2009), p. 192
35. ↑  .   [2022-10-09]. （原始内容存档于2008-05-10）.
36. ↑  . Universal Newsreel. 1944  [2012-02-21].
37. ↑  .   [2022-10-09]. （原始内容存档于2008-12-08）.
38. ↑  Raptis, Alekos and Tzallas, Thumios, Deportation of Jews of Ioannina, Kehila Kedosha Janina Synagogue and Museum, July 28, 2005 的存檔，存档日期February 26, 2009[日期不符]，. URL accessed January 5, 2009
39. ↑  Mazower (2004), p. 424-28
40. ↑  Website of the Foundation for the Advancement of Sephardic Studies and Culture （页面存档备份，存于）.
41. ↑  Mazower (2004), p. 443-48
42. ↑  History of the Jewish Communities of Greece, American Friends of the Jewish Museum of Greece 的存檔，存档日期2007-06-29.
43. ↑  .   [2012-03-15]. （原始内容存档于2006-03-06）.
44. ↑  . Daily Mail. 15 February 2012  [16 March 2012]. （原始内容存档于2021-03-22）.